# Contea di Zhangbei
La contea di Zhangbei (张北县S, Zhāngběi XiànP) è una contea della Cina, situata nella provincia di Hebei e amministrata dalla prefettura di Zhangjiakou.